# Хуторцев, Сергей Владимирович
Сергей Владимирович Хуторцев (род. 24 марта 1951) — российский военачальник, генерал-лейтенант. Начальник штаба — первый заместитель командующего Ракетных войск стратегического назначения (2001—2006).

## Биография
Родился 24 марта 1951 года в Петрозаводске. 
С 1968 по 1973 год обучался в Ростовском высшем военном командно-инженерном училище ракетных войск, которое окончил с отличием. С 1973 года служил в войсках РВСН СССР — РВСН РФ в должностях: инженер и старший инженер группы, командир группы, начальник штаба и командир ракетного полка, начальник штаба 37-й гвардейской ракетной дивизии. 
С 1980 по 1984 год обучался на командном факультете Военной академии имени Ф. Э. Дзержинского, которую окончил с золотой медалью. В 1993 году окончил Военную академию Генерального штаба Вооружённых сил Российской Федерации. С 1995 по 1996 год — командир 4-й ракетной дивизии.  В 1996 году — начальник штаба — первый заместитель командующего, с 1996 по 1997 год — командующий 53-й ракетной армии, в состав армии входил ракетный комплекс стратегического назначения «Тополь».
С 1997 года служил в Главном штабе РВСН (Власиха, Московская область): с 1997 по 1999 год — начальник Управления боевой подготовки — заместитель главнокомандующего РВСН по боевой подготовке. С 1999 по 2001 год — первый заместитель начальника Главного штаба РВСН. С 2001 по 2006 год — начальник штаба и первый заместитель командующего РВСН Российской Федерации. Одновременно с 2001 по 2006 год — член Военного совета РВСН. В 2004 году защитил диссертацию на соискание учёной степени кандидат технических наук, ему было присвоено учёное звание профессор.
С 2006 по 2008 год — директор Департамента экономики программ обороны и безопасности Министерства экономического развития и торговли Российской Федерации. С 2008 по 2009 год — директор Департамента мобилизационной подготовки экономики Российской Федерации и формирования государственного оборонного заказа Военно-промышленной комиссии Российской Федерации. С 2009 года — директор Департамента Правительства Российской Федерации по обеспечению деятельности коллегии Военно-промышленной комиссии Российской Федерации.

## Награды
- Орден Красной Звезды (1983)
- Орден «За службу Родине в Вооружённых Силах СССР» 3-й степени (1991)
- Орден «За военные заслуги» (2002)
- Заслуженный военный специалист Российской Федерации[1]